# Easy Projects .NET
Easy Projects — это веб-приложение для управления проектами по разработке программного обеспечения, написанное на .NET компанией Logic Software.

## История
Easy Projects является продуктом компании по разработке программного обеспечения Logic Software Inc., базирующейся в Торонто (Канада). В 2003 году компании требовалась система управления проектами для внутренних нужд, и вместо использования существующих десктопных решений, обладающих рядом недостатков, было решено создать собственное веб-приложение.
Несмотря на то, что программа Easy Projects создавалась для внутреннего использования, вскоре она приобрела популярность среди клиентов компании Logic Software Inc., и разработчиками было принято решение о выходе программы на коммерческий рынок.
В 2007 году приложение Easy Projects вошло в число финалистов восемнадцатой ежегодной премии Jolt Product Excellence Awards. 98 финалистов из 16 категорий были выбраны жюри, состоящим из признанных членов индустрии, колумнистов и лидеров технологий. Приложение было номинировано в категории «Project Management Tools» ( (англ.) средства для управления проектами), однако в итоге победу одержала программа Rally Enterprise, созданная компанией Rally Software Development.
В число компаний, использующих Easy Projects, входят Reuters, Cox Enterprises, Staples, Symantec, Lockheed Martin, Ernst & Young, Toshiba, Corel и др.

## Возможности

### Управление проектами
Easy Projects позволяет создавать неограниченное количество проектов, содержащих различные настраиваемые поля. Пакетная обработка данных позволяет выполнять типичные операции для нескольких проектов одновременно. Пользователям доступны интерактивная диаграмма Ганта, графики и отчёты. Отдельные проекты могут группироваться в портфели проектов.

### Управление задачами и отслеживание ошибок
Easy Projects поддерживает неограниченное количество задач и подзадач, а также настройку статусов, категорий и приоритетов задач. Возможно создание задач по электронной почте. Не только разработчики, но и клиенты имеют возможность добавлять запросы и требования.

### Управление временем и ресурсами
Программа позволяет вносить и отслеживать оплачиваемое и неоплачиваемое время, потраченное на проект. Поддерживаются личные и корпоративные расписания, а также существует возможность просмотра графика загруженности ресурсов. Возможна гибкая настройка прав доступа пользователей.

### Управление бюджетом
Easy Projects позволяет создавать инвойсы, следить за бюджетом проекта и создавать необходимые отчёты.

### Интеграция
Программа поддерживает экспорт данных в MS Project, Excel, PDF и iCal, интеграцию с Vyew, QuickBooks, SmarterTrack, Dbxtra, а также синхронизацию с Easy Time Tracking. Разработчики имеют доступ к API и SDK программы.

### Интерфейс
Внешний вид системы может быть настроен путём добавления или удаления виджетов с информацией о проектах. Пользователи могут использовать веб-конференции для совместной работы. Поддерживаются английский, немецкий, французский и русский языки интерфейса.

## Лицензирование
Существует три типа лицензий:
1. Бесплатный аккаунт создаётся и конфигурируется на серверах компании и поддерживает до 100 МБ дискового пространства и одного пользователя.
2. Хостинговый аккаунт также создаётся на серверах компании и поддерживает 1 ГБ дискового пространства и нескольких пользователей, от количества которых зависит цена услуги.
3. Внутренний аккаунт позволяет установить Easy Projects на внутренний сервер покупателя.

Бесплатный хостинговый аккаунт с неограниченным количеством пользователей может быть использован в течение испытательного срока в 15 дней. Существует также условно бесплатная версия программы, которую можно использовать в течение 30 дней после установки.

## Критика
Несмотря на многочисленные достоинства, пользователи системы отмечают некоторые недостатки Easy Projects.
В программе отсутствует возможность задавать уровень подготовки членов команды, нет должных средств для отслеживания материальных ресурсов (не людей и не файлов), отсутствуют средства для анализа рисков. Компания-разработчик не предоставляет мобильной версии сервиса, однако современные мобильные устройства (iPhone, BlackBerry, G1 и другие) позволяют отображать обычные сайты достаточно хорошо и дают возможность пользоваться данным сервисом без ограничений. Заявленная круглосуточная поддержка по чату также не соответствует действительности.
Процесс регистрации на сайте недостаточно прост и требует от пользователя заполнения полей, которые могли бы быть опциональными. После подтверждения регистрации процесс создания аккаунта довольно длителен и может занимать до 5-7 минут.
После регистрации аккаунта каждое действие приводит к получению сообщения по электронной почте, что приводит к быстрому засорению электронного ящика избыточными письмами.
На хостинговом аккаунте многие (но не все) ссылки открываются в новом окне, причём повторные нажатия на ссылку обновляют содержимое уже существующего окна без каких-либо предупреждений, что усложняет использование программы. Скорость работы хостингового аккаунта зависит от скорости интернет-соединения, поэтому для медленного соединения или большого количества людей, одновременно работающих с системой, внутренний аккаунт более предпочтителен. Ранние версии программы не поддерживали десятичные дроби в диаграмме Гантта.